# Нагой, Андрей Фёдорович
Андрей Фёдорович Нагой (? — не ранее 1605) — русский воевода в Ливонской войне; позднее боярин. Младший из восьмерых сыновей Фёдора Михайловича «Немого» Нагого. Один из фигурантов Угличского дела.

## Биография
Впервые упоминается в 1573 году, когда был головой в Пайде. В 1574 году был послан вместе с другими воеводами к Юрьеву-Ливонскому во главе отряда служилых ногайских татар для обороны Юрьева от нападавших на него немцев. За этот поход Нагой получил золотой. В 1575 году Нагой был в числе голов в походе московских войск под Колывань. В 1576 году он встречал в Смоленске императорских послов. В 1577 году под личным начальством царя Ивана Грозного участвовал в походе на Лифляндию. В 1579 году снова ходил в поход против немцев.
В 1581 году принимал участие в чине свадьбы царя и его племянницы Марии Фёдоровны Нагой. В 1583 году был пожалован в думные дворяне и, получив звание наместника Коломенского, отправился вторым уполномоченным на съезд с поляками для выяснения условий размена пленных.
По смерти Ивана Грозного положение Нагого, достигшего при покойном царе благодаря близкому родству с царицей думных чинов, значительно изменяется. Он должен был удалиться на жительство в Углич, где жил с матерью и царевич Дмитрий. После смерти царевича в 1591 году привлекали к следствию и Нагого, который показал, что при смерти царевича он не присутствовал; однако, вместе с другими членами рода был сослан в одно из своих дальних поместий и Андрей Фёдорович.
В 1605 году, Нагой был возвращён ко двору и получил боярство.
Оставил двух сыновей: Андрея Синца и Александра.